# Djurgårdens IF Fotboll 1914
Djurgårdens IF Fotboll, spelade i Svenska serien. Man blev 3 i serien. Man åkte ur i slutomgång 1 mot Mariebergs IK.